# Cirolana paraerodiae
Cirolana paraerodiae là một loài chân đều trong họ Cirolanidae. Loài này được Müller & Salvat miêu tả khoa học năm 1993.